# Буревій

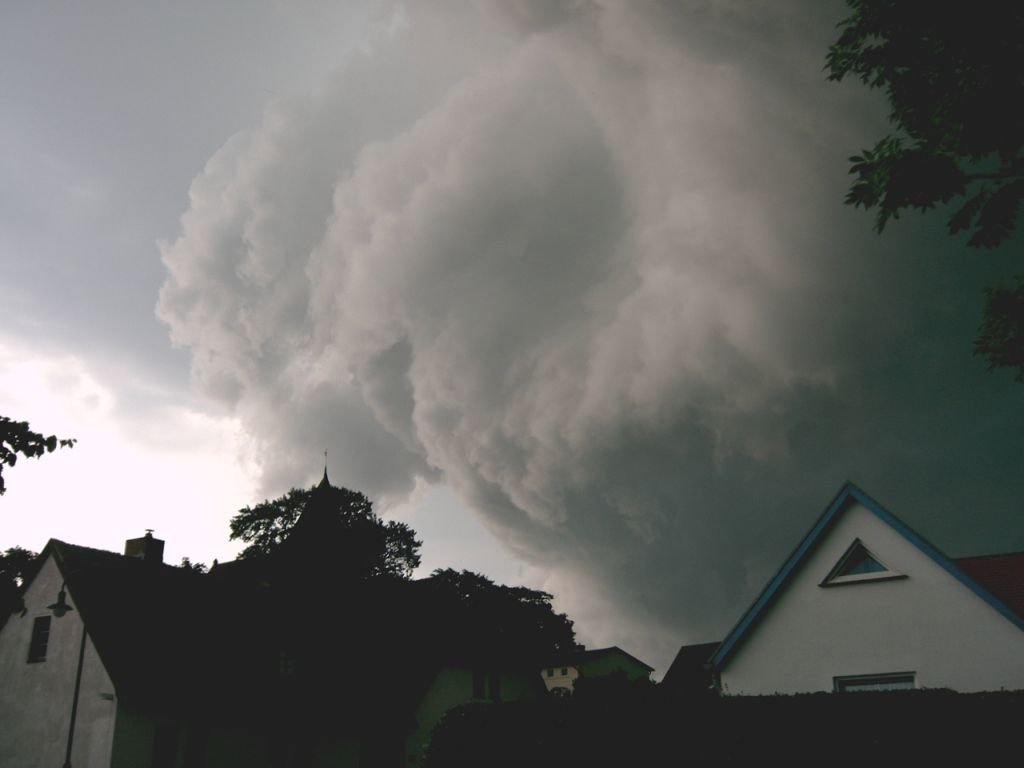
Буревій, що насувається.

Буревій — загальна назва для потужних атмосферних явищ: надзвичайний вітер, ураган, буря, бурелом. Також — вітер нищівної сили і тривалий в часі, швидкість якого понад 30 м/сек (за шкалою Бофорта — 12 балів).

## Загальна характеристика
Буревій, це могутній вітер, що призводить до великого хвилювання на морі та до руйнувань і спустошень на суші. Буревій може спостерігатися: під час проходження тропічного або позатропічного циклону; впродовж проходження смерчу (торнадо); у разі місцевої чи фронтальної грози. Зазвичай, буревію передують особливі важкі хмари (цей вид хмар утворюється найчастіше на межі атмосферних фронтів, і їх називають «грозовим коміром»). Швидкість вітру під час буревію біля земної поверхні, здебільшого перевищує 20 м/сек (72 км/год) та може досягати 50 м/сек (з окремими поривами до 100 м/сек). У метеорологічній літературі також застосовується термін шторм. Короткочасні посилення вітру до швидкостей 20-30 м/сек і переважно називаються шквалами, а за швидкості вітру вище 30 м/сек (110 км/год) – ураганами.

## Найбільші буревії XXI століття
4 липня 2024 року, станом на 5 ранку (за тихоокеанським часом), Національний центр ураганів (англ. National Hurricane Center, NHC) повідомив, що максимальна швидкість вітру урагану «Берил», який  рухається Карибським морем, сягала 270 км (165 миль) на годину, а деякі пориви були ще сильнішими, що виводить його в найвищу категорію за силою ураганів. Потужні вітри привели «Берил» до 4-ї категорії, а потім і до 5-ї категорії, що зробило його найбільш раннім штормом такої сили в Атлантиці за всю історію спостережень.

## Буревії в Україні
Вважається, що буревії в Україні з 2010-х почастішали і стали більш спустошливими ніж раніше, та можуть тривати цілий день: не рідкість — повалені сотні дерев, сотні тисяч людей залишаються без світла. 
Львівська міська рада:
«Так виглядає, що раніше у нас буревії були 1-2 рази на рік, то зараз це по два рази на тиждень. Нам треба наголошувати мешканцям, що буревій – стихійне лихо, тож не можна легковажити. Коли є повідомлення надзвичайних служб, що насувається буревій, то краще у цей час бути вдома, у приміщенні»
.